# 萬隆
萬隆市，位于印度尼西亚的西爪哇。古稱勃良安，巽他方言意為“神仙之境”。為印尼第四大城市，也是西爪哇省的首府。该城市是1955年的万隆会议会址所在地，因为第一次排除欧美国家，仅由亞洲及非洲國家召開的國際會議而载入史册。
萬隆海拔約700米，四周有2000米以上高山環繞，因此景色秀麗，清靜幽雅，四季如春，被譽為印尼最美麗的城市，素有「爪哇的巴黎」之稱。著名景點有覆舟火山和萬隆温泉。對外航空交通則有萬隆國際機場。雖然萬隆遇到了諸多問題（廢物處理，洪水到複雜的交通系統等），但萬隆仍然吸引不同的遊客，移民和週末旅客。

## 友好城市
- 菲律賓宿霧市
- 美国沃思堡
- 水原市
- 義大利巴里
- 中国杭州市
- 中国柳州市
- 中国营口市
- 阿拉木圖
- 德国不伦瑞克
- 马来西亚关丹
- 马来西亚八打灵再也
- 马来西亚芙蓉市
- 印度尼西亞北干巴魯
- 中国盐城市